# Sawara-Scheinzypresse
Die Sawara-Scheinzypresse (Chamaecyparis pisifera), auch Faden-Scheinzypresse oder Erbsenfrüchtige Scheinzypresse genannt, ist eine Pflanzenart, die zur Gattung der Scheinzypressen (Chamaecyparis) innerhalb der Zypressengewächse (Cupressaceae) gehört. 
Die Sawara-Scheinzypresse ist einer der „Fünf Bäume von Kiso“, die 1708 im Lehen Owari unter Naturschutz gestellt wurden.

## Beschreibung

### Vegetative Merkmale
Die Sawara-Scheinzypresse ist ein immergrüner, kleiner bis mittelgroßer Baum, der Wuchshöhen von 50 Metern erreichen kann, mit pyramidalem Habitus. Die Borke ist rötlich-braun. Die Zweige sind in einer Ebene verzweigt und haben einen abgeflachten Querschnitt. Die Blätter sind schuppenartig und in vier Reihen an den Zweigen angeordnet und überlappen sich dicht. Sie sind etwa 3 Millimeter lang. Es ergeben sich zwei Typen von glänzend grünen, schuppenartigen Blättern: „Flächenblätter“ und „Kantenblätter“. Die Flächenblätter haben eine durchscheinende Harzdrüse. Zerriebene Zweige riechen nach Harz. 

### Generative Merkmale
Die Sawara-Scheinzypresse ist einhäusig getrenntgeschlechtig (monözisch). Die männlichen Blüten sind blass-braun. Die weiblichen Zapfen stehen an den Zweig-Enden und sind kugelig – meist anfangs grün – violett oder oft auch bläulich, beim Reifen braunwerdend. Sie bestehen aus meist zehn Zapfenschuppen.
Die reifen, kugelförmigen Zapfen sind 5 bis 8 Millimeter groß. Es werden 10 bis 20 breit geflügelte Samen pro Zapfen gebildet.
Die Chromosomenzahl beträgt 2n = 22.

## Herkunft und Verwendung
Die Sawara-Scheinzypresse stammt ursprünglich aus Japan, wo sie als Sawara (jap. 椹) bekannt ist. Sie gedeiht am besten auf nährstoffreichen Böden in niederschlagsreichen und luftfeuchten Gebirgslagen.
Sie wird als Zierpflanze in Gärten und Parks genutzt.

## Systematik
Die Erstbeschreibung erfolgte 1844 durch den deutschen Botaniker Philipp Franz von Siebold und Joseph Gerhard Zuccarini unter dem Namen (Basionym) Retinispora squarrosa im zweiten Band ihres gemeinsamen Werkes Flora japonica, S. 40, Tafel 123. Der österreichische Botaniker Stephan Ladislaus Endlicher ordnete 1847 in Synopsis Coniferarum, S. 64 diese Art unter dem heute gültigen Taxon Chamaecyparis pisifera der Gattung der Chamaecyparis zu.
Ein weiteres Synonym für Chamaecyparis pisifera (Siebold & Zucc.) Endl. ist Chamaecyparis obtusa f. plumosa Carrière.

## Zuchtformen

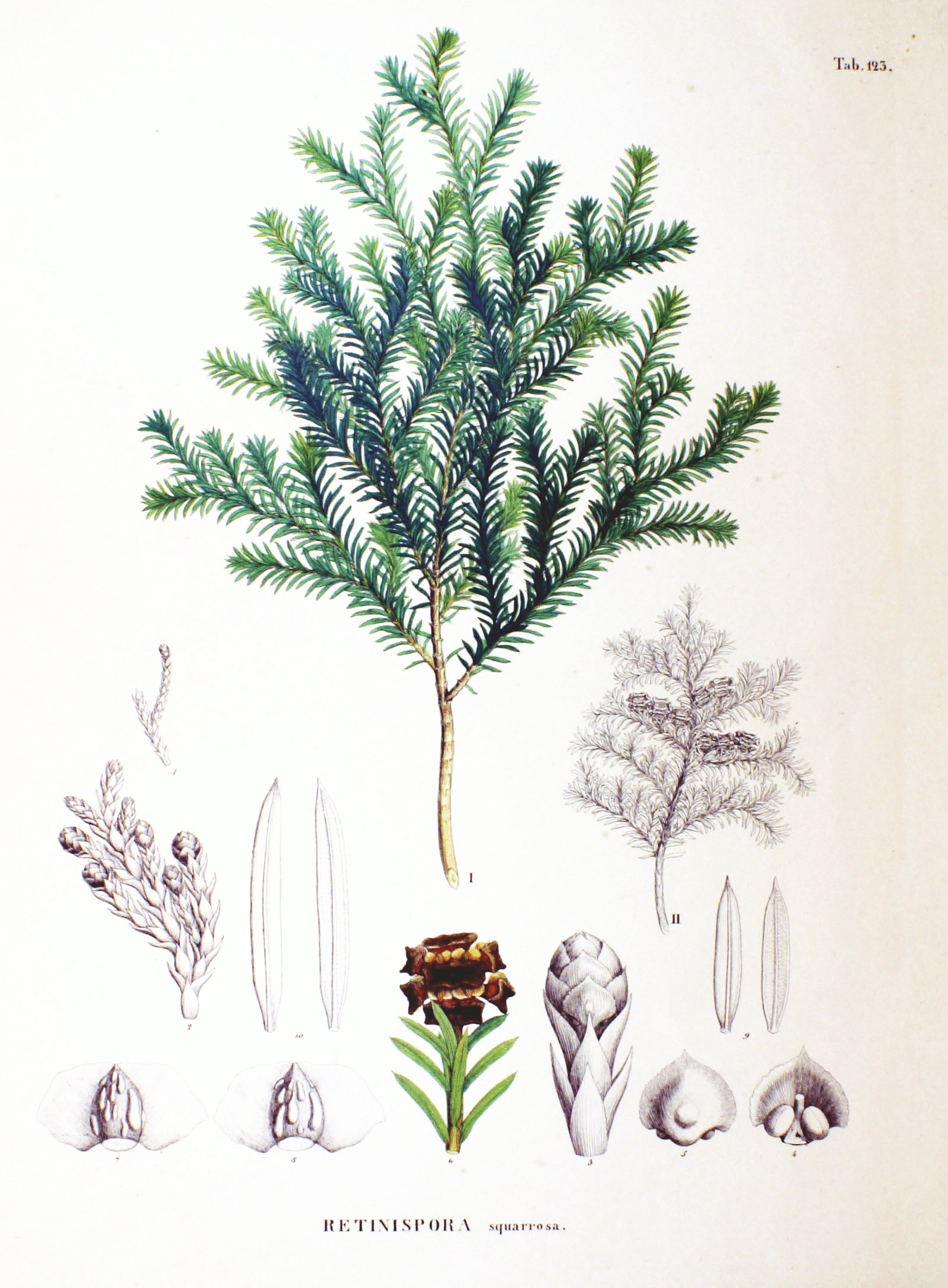
Chamaecyparis pisifera ‘Squarrosa’, Illustration

Es gibt zahlreiche Zuchtformen, die sich in Größe, Wuchsform und Farbe erheblich voneinander unterscheiden. Da es auch von den meisten anderen Scheinzypressen viele, sehr unterschiedliche Zuchtformen gibt, ist eine eindeutige Bestimmung der Art schwierig.
Die Zuchtformen der Sawara-Scheinzypresse werden in vier Gruppen unterteilt, die Filifera-, Nana-, Plumosa- und Squarrosa-Gruppe. Die Plumosa-Gruppe ist die größte. Hier ist eine Sortenauswahl der vier Gruppen:
Filifera-Gruppe
- ‘Filifera’: Diese Sorte wird heute nur noch selten gepflanzt. Sie besitzt schlanke Triebe und dunkelgrüne Blätter.
- ‘Filifera Aurea’: Eine Sorte mit breit pyramidalem Wuchs, die 3 Meter hoch wird. Die peitschenartig hängenden Zweige tragen goldgelbe Belaubung.

Nana-Gruppe
- ‘Nana’: Diese Zwergform erreicht eine Höhe von etwa 30 Zentimetern; sie hat einen halbkugeligen dichten Wuchs. Die sehr kurzen Zweige sind dunkelgrün belaubt.

Plumosa-Gruppe
- ‘Plumosa’: Diese Zuchtform wächst kugelig bis säulenförmig und kann 6 Meter hoch werden. Die kurzen, mittelgrünen Blätter sind weniger spitz als die der Sorte ‘Squarrosa’.
- ‘Plumosa Aurea’: Die Blätter sind gelbgrün.
- ‘Plumosa Compressa’: Diese Zwergsorte wird etwa 45 Zentimeter hoch und besitzt gelbgrüne Blätter.

Squarrosa-Gruppe
- ‘Boulevard’: Diese Form weist einen schmal kegelförmigen Wuchs auf; diese Variante wird bis zu 3 Meter hoch. Sie hat silberblaue Blätter.
- ‘Squarrosa’: Der Wuchs ist breit pyramidenförmig; diese Zuchtform kann eine Wuchshöhe von 20 Metern erreichen. Sie hat blass blaugraue Blätter, die sich im Winter mattviolett färben.
- ‘Squarrosa Intermedia’: Diese Variante ist eine Zwergsorte.[5]

## Bilder
- Sawara-Scheinzypresse (Chamaecyparis pisifera) – Habitus:

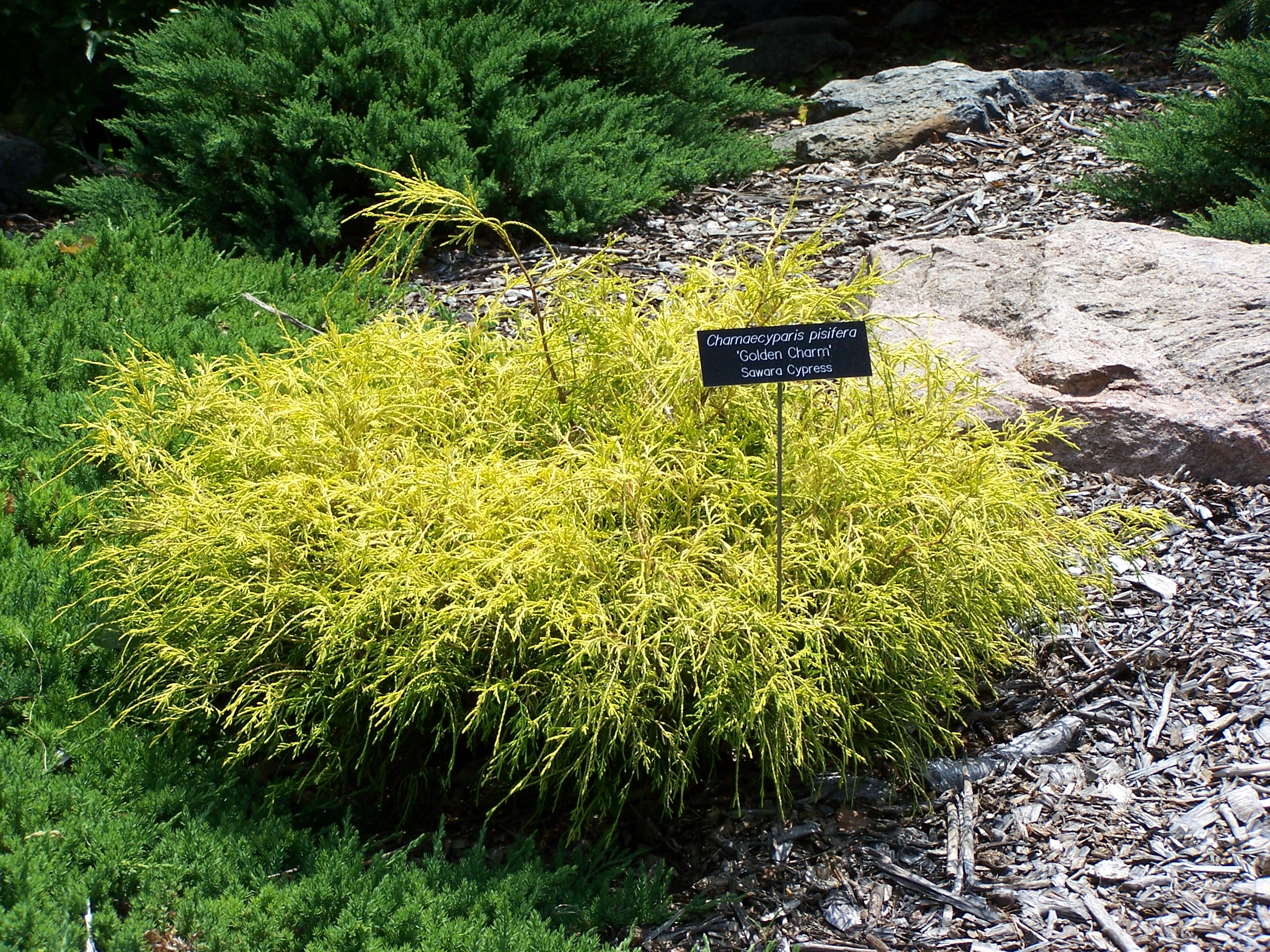
Zuchtform – buschförmig wachsend
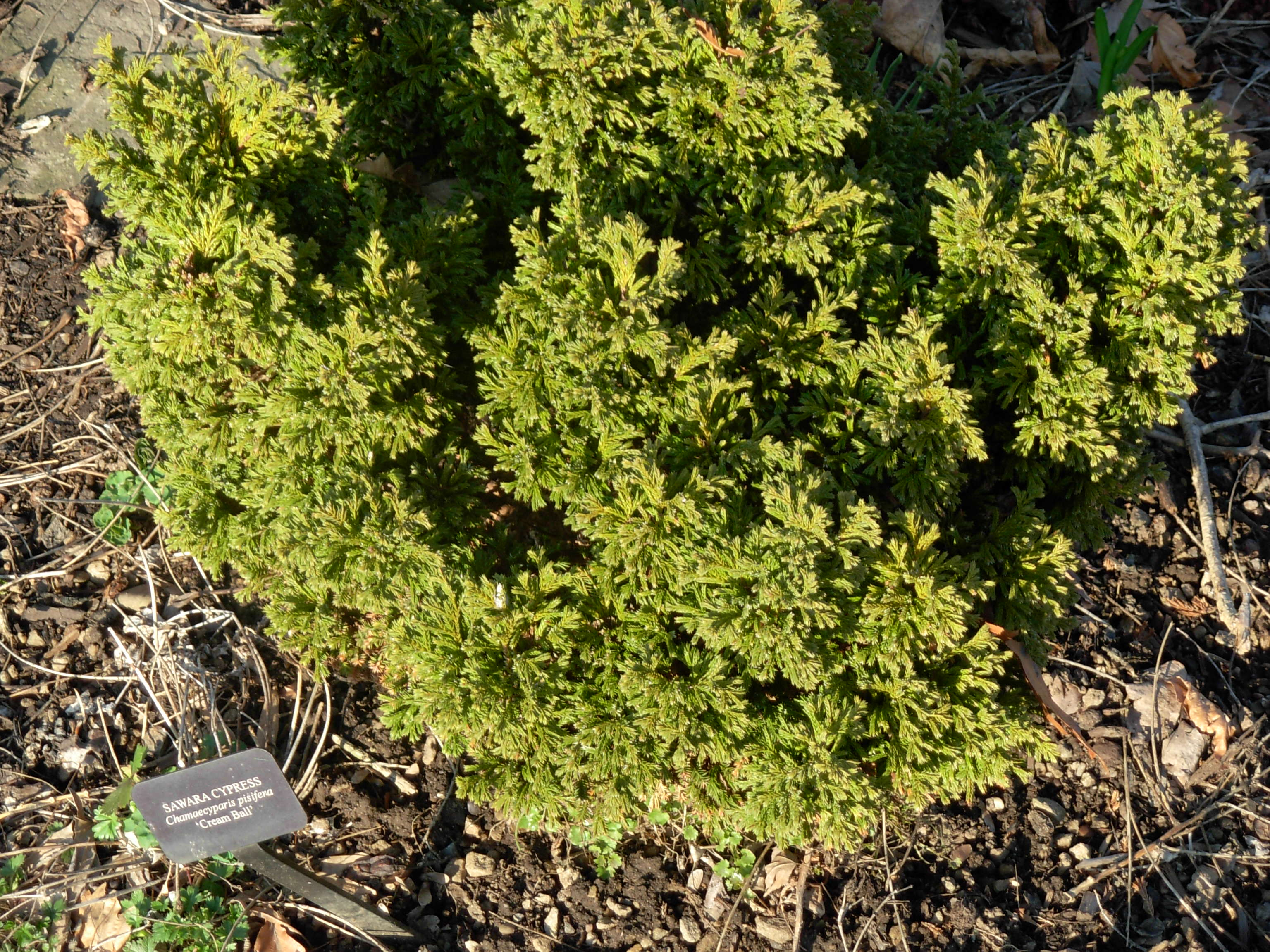
Zuchtform buschförmig wachsend.

- Sawara-Scheinzypresse (Chamaecyparis pisifera) – Zweige mit „Blättern“ und Zapfen:

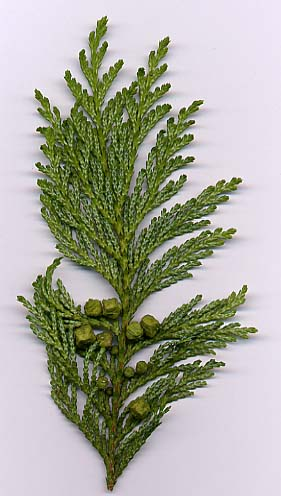
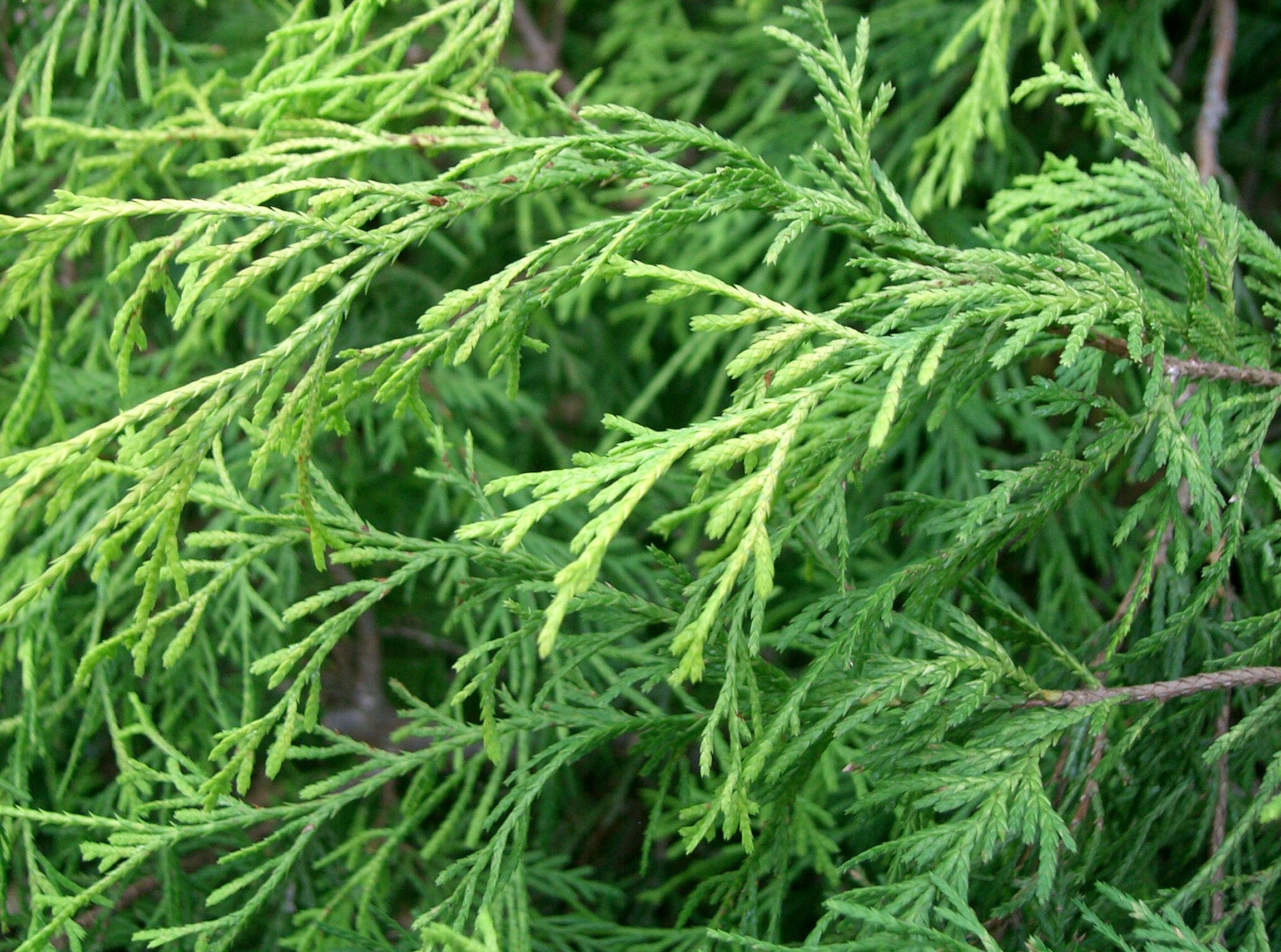
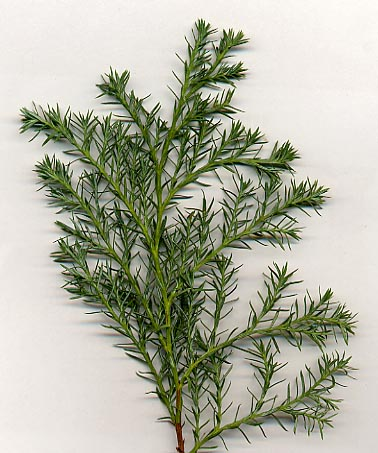
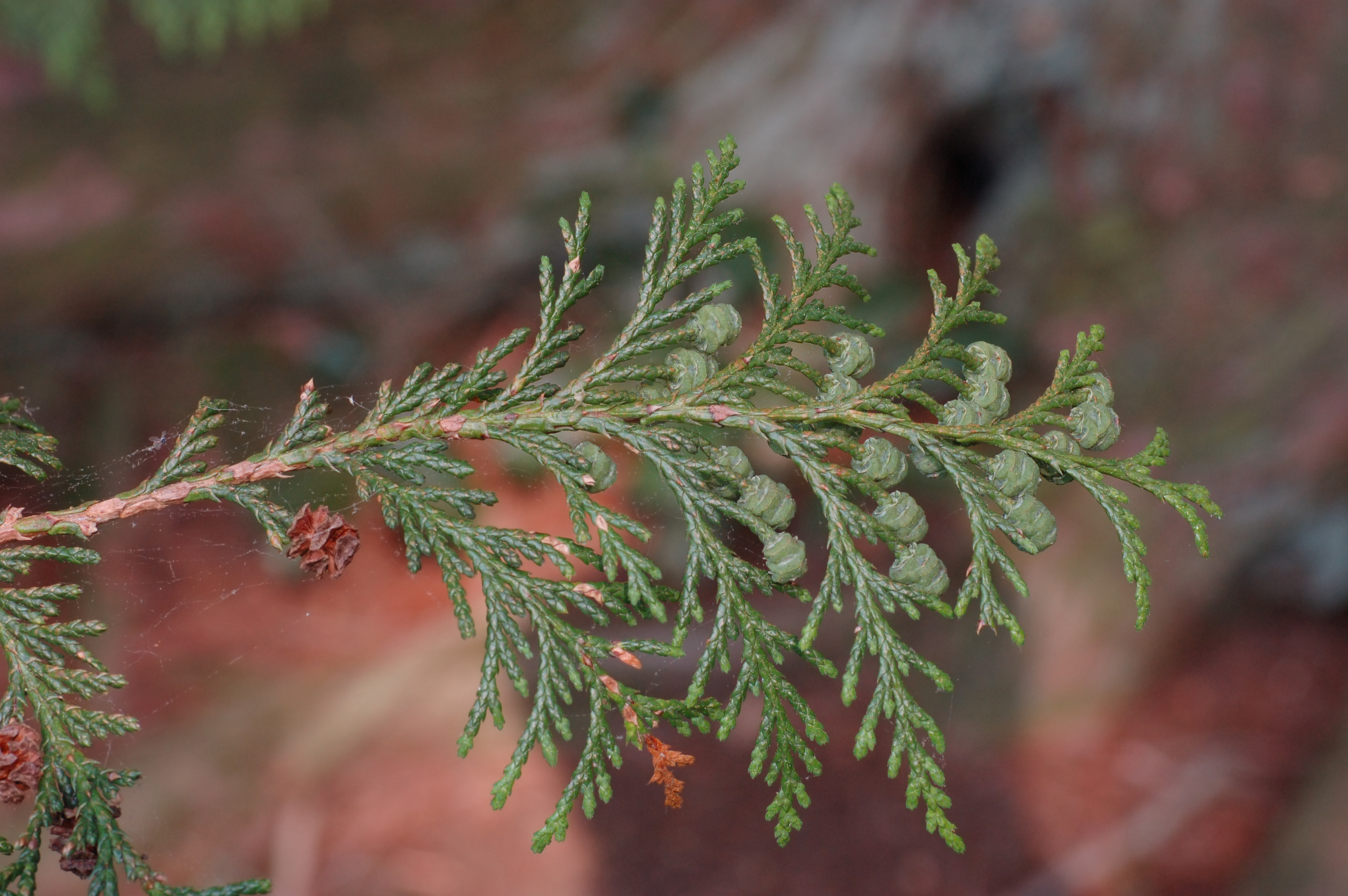
Zweig mit grünen und einem reifen Zapfen

- Sawara-Scheinzypresse (Chamaecyparis pisifera) – Stamm, Äste und Borke:

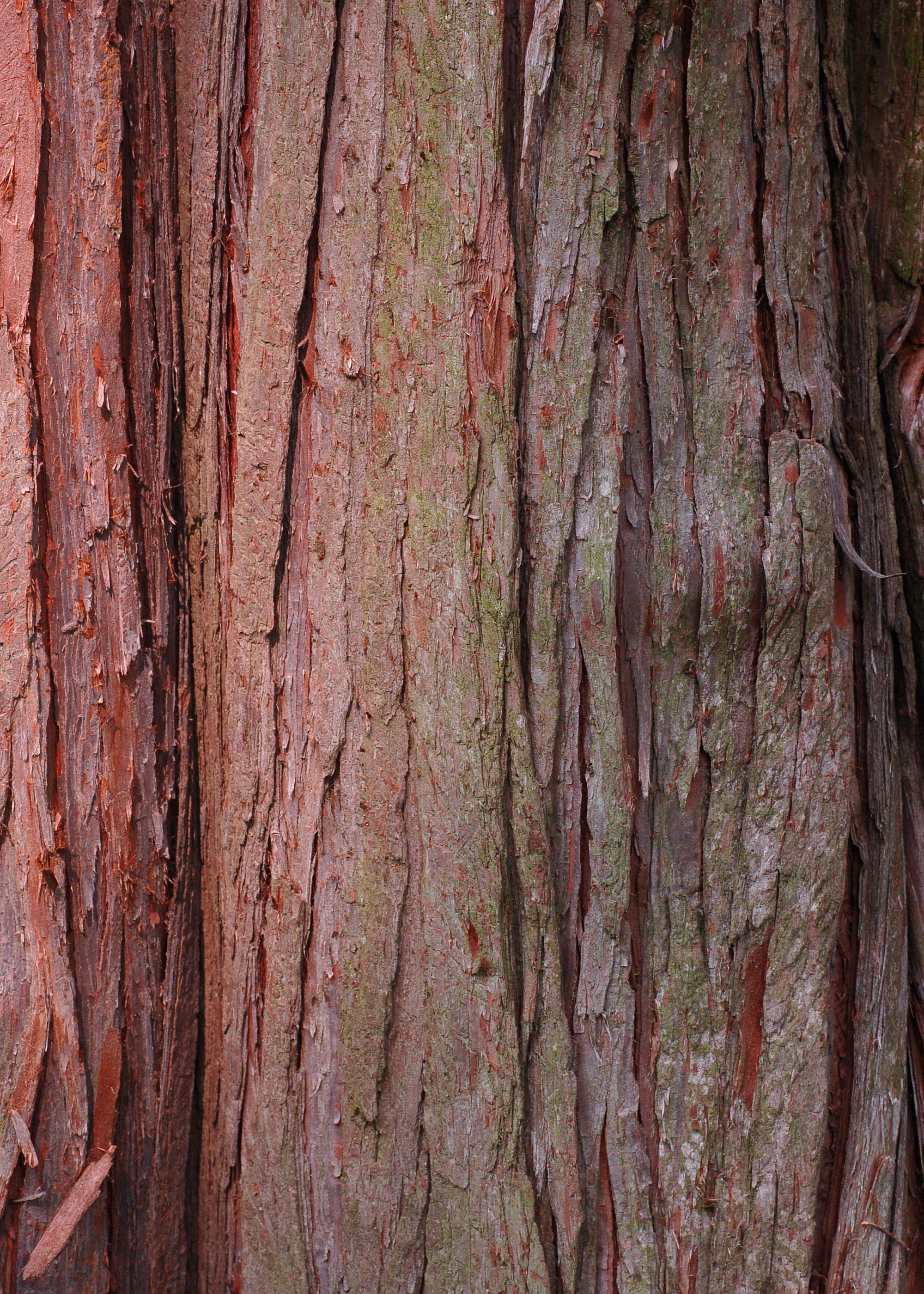
Stamm mit Borke
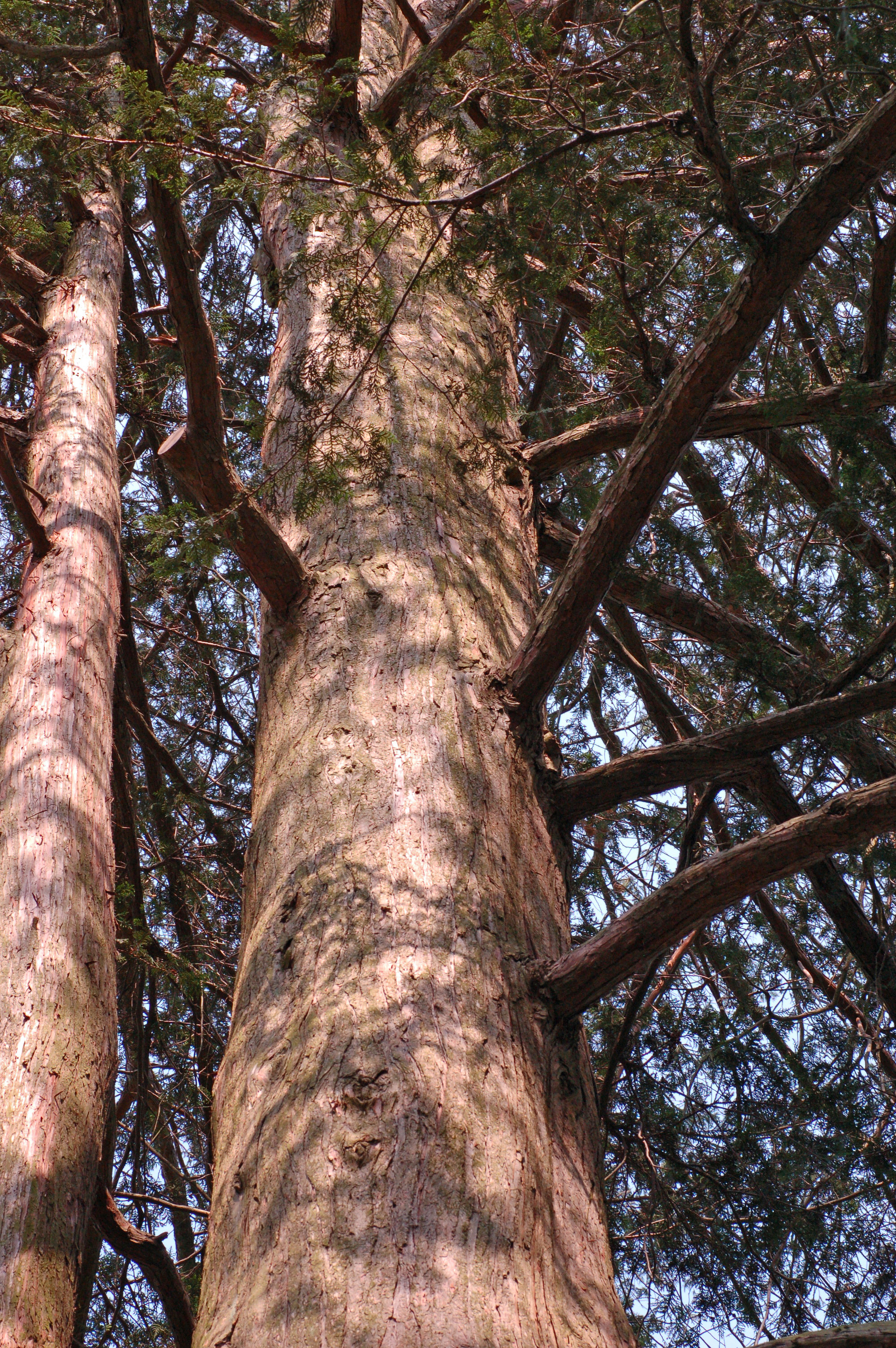
Sicht auf Stamm und Äste